# Saint-Sixte (Lot-et-Garonne)
Pour les articles homonymes, voir Saint-Sixte.
Saint-Sixte est une commune du sud-ouest de la France, située dans le département de Lot-et-Garonne (région Nouvelle-Aquitaine).

## Géographie

### Localisation
Commune traversée par l'Auroue. Saint-Sixte se situe également sur la rive gauche de Garonne. Elle est limitrophe du département de Tarn-et-Garonne.

### Communes limitrophes
Les communes limitrophes sont Saint-Romain-le-Noble, Donzac, Dunes, Lamagistère, Caudecoste, Saint-Nicolas-de-la-Balerme et Clermont-Soubiran.
|                             | Saint-Romain-le-Noble   | Clermont-Soubiran (sur 50 m)  |
| Saint-Nicolas-de-la-Balerme | Saint-Sixte             | Lamagistère (Tarn-et-Garonne) |
| Caudecoste                  | Dunes (Tarn-et-Garonne) | Donzac (Tarn-et-Garonne)      |

### Climat
Pour des articles plus généraux, voir Climat de la Nouvelle-Aquitaine et Climat de Lot-et-Garonne.
Historiquement, la commune est exposée à un climat océanique aquitain.  
En 2020, Météo-France publie une typologie des climats de la France métropolitaine dans laquelle la commune est exposée à un climat océanique altéré et est dans la région climatique Aquitaine, Gascogne, caractérisée par une pluviométrie abondante au printemps, modérée en automne, un faible ensoleillement au printemps, un été chaud (19,5 °C), des vents faibles, des brouillards fréquents en automne et en hiver et des orages fréquents en été (15 à 20 jours).
Pour la période 1971-2000, la température annuelle moyenne est de 13,8 °C, avec une amplitude thermique annuelle de 15,8 °C. Le cumul annuel moyen de précipitations est de 770 mm, avec 10,2 jours de précipitations en janvier et 6,2 jours en juillet. Pour la période 1991-2020, la température moyenne annuelle observée sur la station météorologique la plus proche, située sur la commune de Laroque-Timbaut à 17 km à vol d'oiseau, est de 14,0 °C et le cumul annuel moyen de précipitations est de 821,7 mm,. Pour l'avenir, les paramètres climatiques de la commune estimés pour 2050 selon différents scénarios d’émission de gaz à effet de serre sont consultables sur un site dédié publié par Météo-France en novembre 2022.

## Urbanisme

### Typologie
Au 1er janvier 2024, Saint-Sixte est catégorisée commune rurale à habitat dispersé, selon la nouvelle grille communale de densité à sept niveaux définie par l'Insee en 2022.
Elle est située hors unité urbaine. Par ailleurs la commune fait partie de l'aire d'attraction d'Agen, dont elle est une commune de la couronne,. Cette aire, qui regroupe 81 communes, est catégorisée dans les aires de 50 000 à moins de 200 000 habitants,.

### Occupation des sols

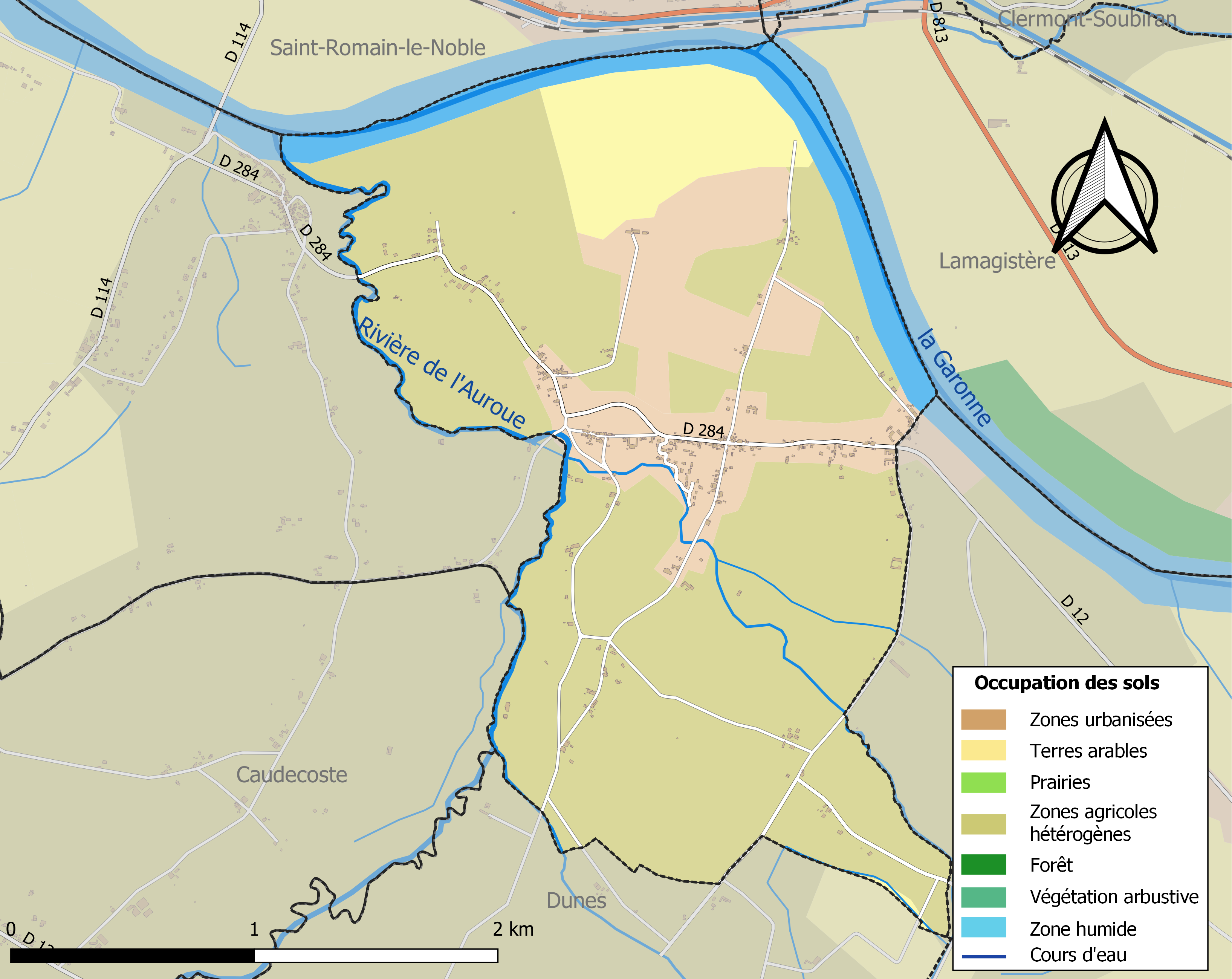
Carte des infrastructures et de l'occupation des sols de la commune en 2018 (CLC).

L'occupation des sols de la commune, telle qu'elle ressort de la base de données européenne d’occupation biophysique des sols Corine Land Cover (CLC), est marquée par l'importance des territoires agricoles (77,5 % en 2018), en diminution par rapport à 1990 (94,5 %). La répartition détaillée en 2018 est la suivante : 
zones agricoles hétérogènes (68,9 %), zones urbanisées (8,8 %), cultures permanentes (8,6 %), mines, décharges et chantiers (8,2 %), eaux continentales (5,5 %). L'évolution de l’occupation des sols de la commune et de ses infrastructures peut être observée sur les différentes représentations cartographiques du territoire : la carte de Cassini (XVIIIe siècle), la carte d'état-major (1820-1866) et les cartes ou photos aériennes de l'IGN pour la période actuelle (1950 à aujourd'hui).

### Risques majeurs
Le territoire de la commune de Saint-Sixte est vulnérable à différents aléas naturels : météorologiques (tempête, orage, neige, grand froid, canicule ou sécheresse), inondations, mouvements de terrains et séisme (sismicité très faible). Il est également exposé à deux risques technologiques,  le transport de matières dangereuses et le risque nucléaire. Un site publié par le BRGM permet d'évaluer simplement et rapidement les risques d'un bien localisé soit par son adresse soit par le numéro de sa parcelle.

#### Risques naturels
La commune fait partie du territoire à risques importants d'inondation (TRI) d’Agen, regroupant 20 communes concernées par un risque de débordement de la Garonne, un des 18 TRI qui ont été arrêtés fin 2012 sur le bassin Adour-Garonne. Les événements antérieurs à 2014 les plus significatifs sont les crues de 1435, 1875, 1930, 1712, 1770 et 1952. Des cartes des surfaces inondables ont été établies pour trois scénarios : fréquent (crue de temps de retour de 10 ans à 30 ans), moyen (temps de retour de 100 ans à 300 ans) et extrême (temps de retour de l'ordre de 1 000 ans, qui met en défaut tout système de protection). La commune a été reconnue en état de catastrophe naturelle au titre des dommages causés par les inondations et coulées de boue survenues en 1982, 1999, 2009 et 2018,.
Les mouvements de terrains susceptibles de se produire sur la commune sont des tassements différentiels.

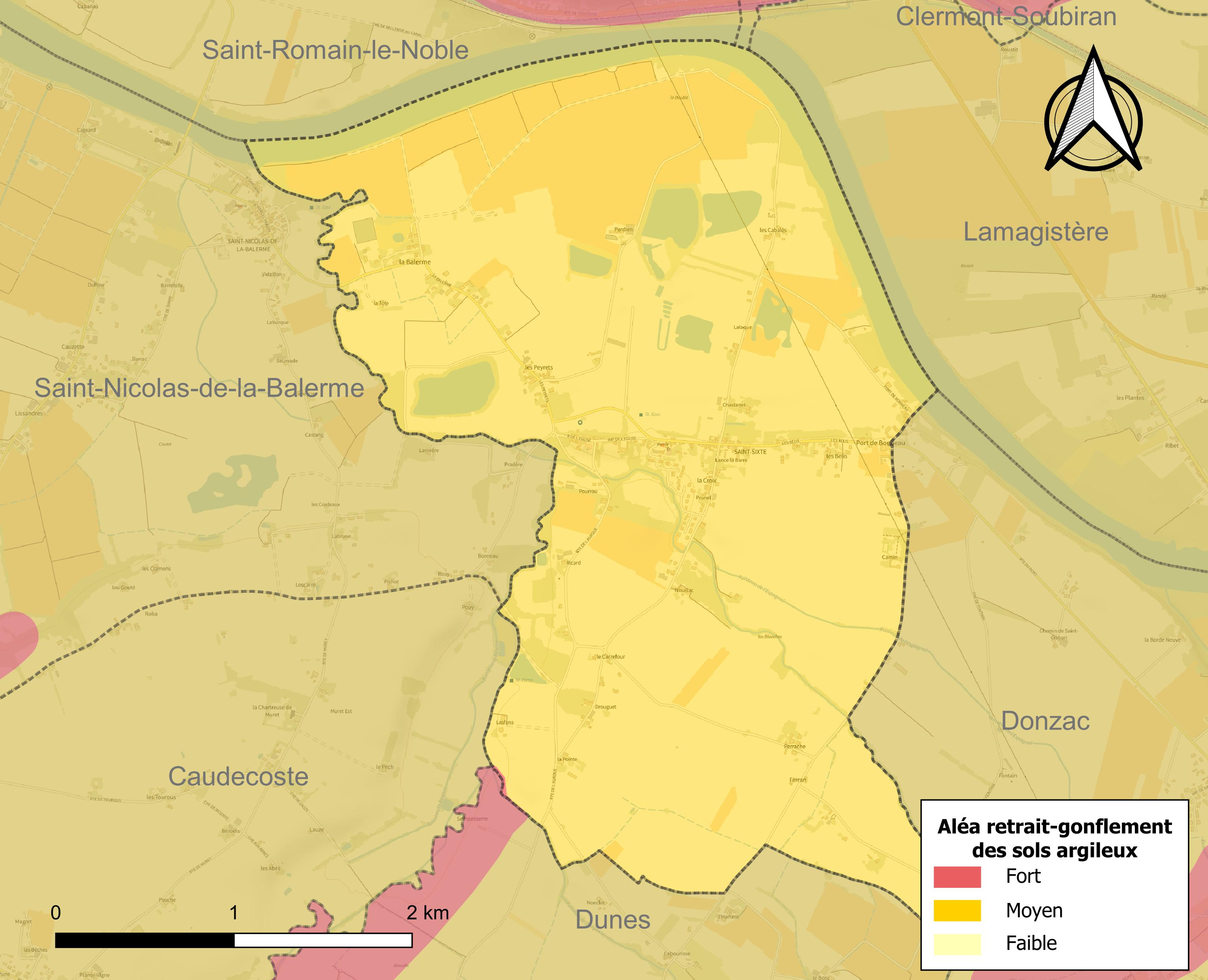
Carte des zones d'aléa retrait-gonflement des sols argileux de Saint-Sixte.

Le retrait-gonflement des sols argileux est susceptible d'engendrer des dommages importants aux bâtiments en cas d’alternance de périodes de sécheresse et de pluie. La totalité de la commune est en aléa moyen ou fort (91,8 % au niveau départemental et 48,5 % au niveau national). Depuis le 1er octobre 2020, en application de la loi ELAN, différentes contraintes s'imposent aux vendeurs, maîtres d'ouvrages ou constructeurs de biens situés dans une zone classée en aléa moyen ou fort,.
Concernant les mouvements de terrains, la commune a été reconnue en état de catastrophe naturelle au titre des dommages causés par la sécheresse en 2003 et 2011 et par des mouvements de terrain en 1999.

#### Risque technologique
La commune étant située dans le périmètre du plan particulier d'intervention (PPI) de 20 km autour de la centrale nucléaire de Golfech, elle est exposée au risque nucléaire. En cas d'accident nucléaire, une alerte est donnée par différents médias (sirène, sms, radio, véhicules). Dès l'alerte, les personnes habitant dans le périmètre de 2 km se mettent à l'abri. Les personnes habitant dans le périmètre de 20 km peuvent être amenées, sur ordre du préfet, à évacuer et ingérer des comprimés d’iode stable,,.

## Histoire
Établi entre la Garonne et l’Auroue, le village Saint-Sixte est, à une époque, peuplé principalement de mariniers. Il est ainsi construit tout en longueur et tourné vers le fleuve qu’il surplombe.
Pendant très longtemps, la Garonne fut la seule « route » commerciale entre Toulouse et Bordeaux. Le village était donc implanté principalement au plus près des berges.
C’était un relais de halage et beaucoup de mariniers vivaient au XIIIe siècle aux lieux-dits du « Double » et « Port de Bonneau ». Là se trouvaient une chapelle dédiée à Sainte-Catherine, patronne des mariniers et un château féodal habité en 1304 par le seigneur Jourdain de l'Isle.
Tout autour se dressait un hameau avec une intense activité : des mariniers, des marchands, des cordiers, des brassiers, des maçons, des charpentiers... La batellerie rythmait la vie des habitants. Un bac permettait le passage en rive droite des hommes, des bêtes et des marchandises. Il a cessé de fonctionner en 1858 après la mise en service du pont suspendu de Saint-Nicolas. L’épidémie de peste de 1631 mais surtout la fréquence et l’importance des crues ont conduit peu à peu les habitants à reculer. Et pour garder un œil sur le fleuve sans en subir les désagréments, ils ont installé leurs maisons en hauteur, le long de la première butte, les ouvertures face à la Garonne. Ce qui explique la disposition « tout en longueur » du village. La grande crue de 1875 porta un coup fatal à la batellerie et au village du « Double ». Les grands chantiers ; le canal latéral, la construction du chemin de fer, les ponts firent décliner irrémédiablement le petit port fluvial de Saint-Sixte. C’est en souvenir de cette époque que la place du village a pris le nom de « Place de la Batellerie ».
L’église dite « des Mariniers », a été dédiée vers 1500 à Saint-Sixte II, pape du IIIe siècle,  martyrisé sous l'empereur Valérien. Cet édifice appartenait alors à la paroisse de la Baronnie de Dunes. Des éléments du chœur remonteraient au XIIIe siècle. Le clocher actuel particulier pour la région, date de 1830.
La chapelle Sainte-Catherine, a été reconstruite à ses côtés et bénie en 1822 après avoir été détruite au « Double » une première fois par l’inondation de 1751, rebâtie au lieu-dit « Lancelabarre » puis désaffectée en 1793. En 1875,les mariniers du village offre à leur patronne un « ex voto », une superbe maquette de bateau, un côtre, classé monument historique et visible dans la nef.
Jusqu'à la crue de 1875, Saint-Sixte est un port fluvial qui prospère grâce au commerce et à la batellerie. Des gabarres viennent alors mouiller aux villages du Double et de Port-de-Bonneau. Lors de la crue, le premier sera détruit entièrement. Il reste aujourd'hui du second quelques maisons cossues en bord de Garonne.

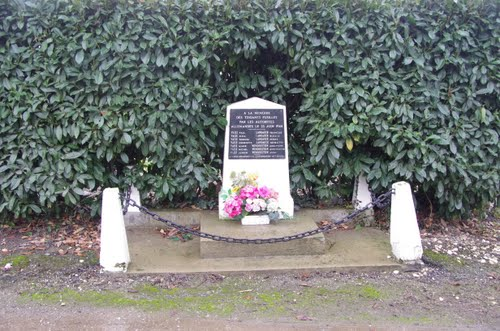
Stelle commémorative du massacre des Tziganes

Le 23 juin 1944 au matin, quatorze forains Tziganes: huit adultes ( Landauer François; Landauer Henriette; Vaise Adolphine; Vaise Alfred; Weiss Henriette; Weiss Marie; Vanderstein Anna; Vanderstein Antoinette ) et six enfants (Landauer Pierre, Landauer Rosalie, Vaise Elisa, Weiss Michel, Weiss Paul, Weiss Thérèse) sont fusillés par les Waffen SS.
La même unité qui dans la journée pendra douze personnes dans le village voisin de Dunes.

## Politique et administration
| Période                                  | Période   | Identité                       | Étiquette | Qualité |
| ---------------------------------------- | --------- | ------------------------------ | --------- | ------- |
|                                          | mars 1989 | Marcel Fournet                 |           |         |
| mars 1989                                | mars 2008 | Jean-Jacques Magné             |           |         |
| mars 2008                                | août 2010 | Gérard Aujoux (démissionnaire) |           |         |
| 2010                                     | 2020      | Danièle Lamensans-Garibaldi    | DVD       |         |
| 2020                                     | En cours  | David Sanchez                  |           |         |
| Les données manquantes sont à compléter. |           |                                |           |         |

## Démographie
L'évolution du nombre d'habitants est connue à travers les recensements de la population effectués dans la commune depuis 1793. Pour les communes de moins de 10 000 habitants, une enquête de recensement portant sur toute la population est réalisée tous les cinq ans, les populations de référence des années intermédiaires étant quant à elles estimées par interpolation ou extrapolation. Pour la commune, le premier recensement exhaustif entrant dans le cadre du nouveau dispositif a été réalisé en 2004.

En 2022, la commune comptait 356 habitants, en évolution de −1,39 % par rapport à 2016 (Lot-et-Garonne : −0,18 %, France hors Mayotte : +2,11 %).
| 1793 | 1800 | 1806 | 1821 | 1831 | 1836 | 1841 | 1846 | 1851 |
| ---- | ---- | ---- | ---- | ---- | ---- | ---- | ---- | ---- |
| 736  | 721  | 747  | 769  | 766  | 816  | 791  | 737  | 753  |

| 1856 | 1861 | 1866 | 1872 | 1876 | 1881 | 1886 | 1891 | 1896 |
| ---- | ---- | ---- | ---- | ---- | ---- | ---- | ---- | ---- |
| 752  | 696  | 665  | 638  | 631  | 567  | 546  | 504  | 474  |

| 1901 | 1906 | 1911 | 1921 | 1926 | 1931 | 1936 | 1946 | 1954 |
| ---- | ---- | ---- | ---- | ---- | ---- | ---- | ---- | ---- |
| 421  | 452  | 427  | 340  | 325  | 315  | 313  | 298  | 314  |

| 1962 | 1968 | 1975 | 1982 | 1990 | 1999 | 2004 | 2006 | 2009 |
| ---- | ---- | ---- | ---- | ---- | ---- | ---- | ---- | ---- |
| 303  | 264  | 249  | 260  | 255  | 282  | 303  | 303  | 322  |

| 2014 | 2019 | 2022 | - | - | - | - | - | - |
| ---- | ---- | ---- | - | - | - | - | - | - |
| 354  | 353  | 356  | - | - | - | - | - | - |

## Culture locale et patrimoine

### Lieux et monuments

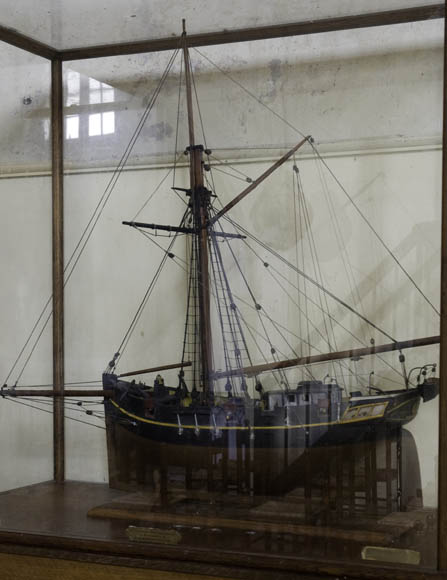
Ex-voto dit « de Bonne Aimée »

L’église de Saint-Sixte est édifiée au XIXe siècle quand les habitants du Double viennent s’installer sur les hauteurs pour reconstruire leur village entièrement détruit par la crue.
C’est une église gothique dont le clocher-tour est bâti à l’identique de celui de la commune voisine de Caudecoste. Sainte Catherine, patronne des mariniers qui constituent l’essentiel de la population locale, fait l’objet d’un culte important dans cette église dès sa construction terminée.
L’église Saint-Sixte abrite un remarquable ex-voto, sous la forme d’une maquette de bateau. Un ex-voto est une offrande faite à un saint par un fidèle, en remerciement d’une grâce accordée.
À Saint-Sixte, village essentiellement peuplé de familles de mariniers, l’offrande est faite à sainte Catherine, qui est la patronne des mariniers. L’ex-voto se présente sous la forme d’une maquette de bateau en bois peint sur la poupe duquel on peut lire l’inscription "Bonne Aimée". Il fut offert à l’église en 1828 par la famille Roucaud.
L’ex-voto dit « de Bonne Aimée » est classé au titre d’objet à l’inventaire des Monuments Historiques depuis le 30 janvier 1975.

### Héraldique
| Blason de Saint-Sixte | Blason  | De gueules à une gabarre (la voile ferlée) d'argent adextrée d'un léopard d'or, armé et lampassé d'azur et senestrée d'une croix cléchée, vidée et pommetée de douze pièces d'or. |
| Blason de Saint-Sixte | Détails | Le statut officiel du blason reste à déterminer. |